# Tourisme médical
Pour l’article homonyme, voir Tourisme (homonymie).

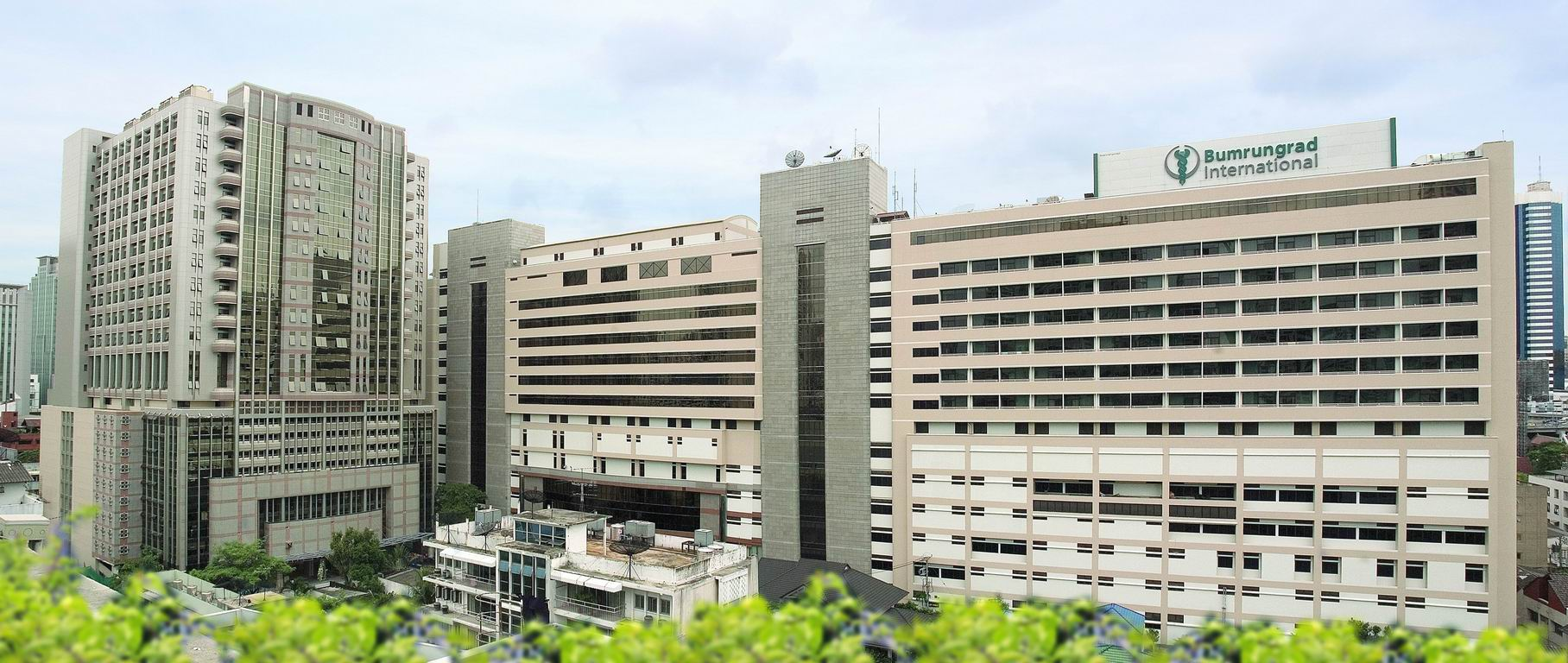
L’hôpital Bumrungrad, en Thaïlande, est une destination importante du tourisme médical,.

Le tourisme médical ou tourisme de santé ou encore tourisme hospitalier consiste à se faire soigner dans un pays autre que celui où l'on réside, par économie ou pour bénéficier des soins et des prix qui ne sont disponibles qu'à l'étranger.
Le terme est controversé étant donné que tous les déplacements de longue durée ou de longue distance pour accéder à un soin thérapeutique ne sont pas associés à des services récréatifs, alors que dans le langage courant le tourisme est quasiment tout le temps associé à un déplacement récréatif. La notion est cependant entrée dans le langage courant notamment car certains acteurs médicaux et tourismes associent l'acte médical, notamment la chirurgie esthétique, à une démarche touristique, le tout souvent avec une démarche promotionnelle forte.
Le tourisme médical concerne également des interventions sensibles tels que l'avortement, l'euthanasie, la greffe d'organe, la prise en charge de l'autisme ou encore la prise en charge des personnes dépendantes.

## Histoire
Les déplacements longs liés à la santé sont très anciens remontent au néolithique ou à l'antiquité, notamment liés à au thermalisme ou à des lieux saints réputés guérir. Aux XVIIIe et XIXe siècles, le thermalisme prend une ampleur bien plus importante, mais aussi le sanatorium,.
À partir des années 1980, le tourisme médical, c'est-à-dire les déplacements dans le but de recevoir un acte médical en tant que tel et notamment un acte médical lourd tel que la chirurgie, se développe.
Avant la fin des années 1990, le tourisme médical s'effectue en grande partie en Europe et aux États-Unis. Même si d'autres pays ont également émergé comme Singapour ou Cuba. À partir des années 2000, notamment à la suite des attentats de 2001, qui a réduit la possibilité de déplacements aériens des populations du Moyen-Orient vers les États-Unis, d'autres pays ont développé une offre de tourisme médical, notamment la Thaïlande, Singapour, la Malaisie et l'Inde. Dans le même temps, l'éclatement de l'URSS a permis l'accès relativement près de l'Europe occidentale à des pays à faible coût de main-d'œuvre tel que la Pologne, la Hongrie, la Roumanie ou la République tchèque notamment pour les soins dentaires ou d'optique, relativement près de l'Europe occidentale. En même temps, les pays du Maghreb et d'Amérique latine émergent également comme pôle pour le tourisme médical, notamment pour la chirurgie esthétique.
Dans les années 2000, près de 3 millions de touristes, issus principalement des pays riches, se rendent chaque année dans ces pays de destination pour réaliser des actes médicaux ou de chirurgie esthétique (tourisme esthétique).
Au milieu des années 2000, entre 600 000 et 1 million d'étrangers ont accès à des offres médicales en Thaïlande, contre 370 000 à Singapour, 150 000 en Inde et 100 000 en Malaisie. À cette période, le tourisme médical à l'échelle mondiale représenterait un chiffre d'affaires entre 40 et 60 milliards de dollars,. La même année, près de 750 000 résidents américains s'étaient fait soigner dans un autre pays, notamment pour des raisons financières. À la même époque, près de 500 000 résidents des pays du Moyen-Orient avaient effectué un déplacement pour se faire soigner à l'étranger. Ainsi en 2007, 250 000 étrangers notamment du Moyen-Orient ont eu accès à des soins en Jordanie. Entre 2008 et 2009, le tourisme médical représenterait près de 5 % du PIB de l'Inde et près de 4 millions d'emploi.
En 2014, près de 24 500 dossiers pour des soins dentaires ont été pris en charge par le Centre national des soins à l’étranger (CNE).
En 2016, près de 80 % des patients étrangers se faisant soigner en Inde proviennent de pays en développement ou en sous-développement, faute d'infrastructures médicales dans leur pays d'origine. Ce tourisme médical indien vise les populations riches de ces pays pauvres, dans des cliniques privés indiennes, induisant un traitement préférentiel pour ces populations face à la grande majorité de la population indienne qui ne peut se payer de tels traitement,.

## Causes
Il y a plusieurs phénomènes distincts qui contribuent au développement de ces activités :
- les disparités de niveau de vie entre pays qui permettent, dans un pays moins développé, d'abaisser le coût de revient de l'offre de soins par rapport au pays d'origine du patient. Ainsi, le journal The Economist cite une étude qui estime qu'un Américain peut économiser jusqu'à 85 % sur ses frais médicaux en se faisant soigner à l'étranger[9] ;
- les disparités d'infrastructures sanitaires qui vont conduire par exemple un citoyen britannique qui ressort du NHS 100 % public[10] à rechercher une offre de soins dans un pays tel que la France, parfois dans le cadre d'accords bilatéraux entre pays, faute de pouvoir bénéficier d'une offre de soins adéquate dans son pays. Les britanniques ainsi souhaitent éviter les très longs temps d'attente induit par leur système de santé[3] ;
- les disparités de législations/réglementations qui vont se traduire par un renchérissement d'actes chirurgicaux dans certains pays, du fait des primes d'assurances obligatoires souscrites par les praticiens et répercutées dans leurs tarifs ou qui limitent l'accès à certains actes médicaux tels que l'avortement ou la stérilisation ;
- l'ouverture des frontières en particulier dans le domaine des biens et des services qui permet à un praticien d'un pays X de tenir des consultations dans un pays Y pour programmer un acte médical dans un pays Z. Cette ouverture des frontières est liée également à la diffusion plus rapide de l'information, qui permet à des centres médicaux d'un pays de toucher plus facilement des clients potentiels à l'étranger ;
- la non/faible prise en charge, en particulier en France, de certaines interventions comme la chirurgie esthétique (hors chirurgie réparatrice) par la Sécurité sociale. Tout ce qui est considéré comme esthétique d'ailleurs n'est pas du tout remboursé en France (implants dentaires, blanchiment des dents).
- les délais de traitements et les listes d'attentes d'hôpitaux peuvent pousser les patients à se faire traiter à l'étranger, une tendance particulièrement observée au Canada[11].

## Avantages et risques

### Avantages
La santé est un secteur économique qui était très peu soumis à la concurrence, en raison de la difficulté pour un malade de bouger loin de chez lui pour se faire soigner. Le tourisme médical permet d'introduire cette concurrence, au bénéfice des patients. Plus précisément, le journal estime ainsi que les patients bénéficient directement des prix plus bas, mais également indirectement de l'amélioration de la qualité permise par la concurrence. En effet, les hôpitaux des pays développés sont obligés de plus en plus de tenir compte du tourisme médical et doivent adapter leur offre en améliorant les prestations ou en diminuant leurs prix[réf. nécessaire]. C'est le cas des pays de la Roumanie dans lesquels les tarifs d'un séjour médical sont beaucoup plus abordables qu'ailleurs. Cette région de l'Europe s'est fait un succès auprès des patients étrangers notamment ceux qui veulent effectuer en particulier une chirurgie, visiter un opticien ou dentiste. Cependant d'autres destinations comme la France peuvent être attractive au niveau de la qualité de soins pratiqués.

### Risques
Cependant, certaines interventions, comme la chirurgie esthétique et les implants dentaires, nécessitent un suivi post-opératoire. Cela semble difficile lorsque le praticien est à des milliers de kilomètres. Il faut également se renseigner sur les garanties et les recours juridiques en cas de complications. Il est donc important de passer par des intermédiaires qui mettent en place le suivi et facilite toutes les démarches pour l'accès au soin du patient dans sa langue d'origine.
Un des buts du tourisme médical étant de contourner les législations locales, cela expose le patient à des pratiques médicales interdites dans son pays de résidence en raison de leur dangerosité, mais légales dans le pays étranger.

## Distribution et spécialisation dans l'espace
Depuis plusieurs années, le phénomène s’est répandu mondialement : l’Asie, Europe de l'Est (Roumanie, Hongrie, Serbie, Pologne, République tchèque), et maintenant l’Afrique du Nord (Tunisie, Maroc) se sont lancés dans ce secteur.
Si certains pays d'Amérique du Sud se spécialisent essentiellement en chirurgie plastique, d’autres ont choisi la chirurgie dentaire, ou encore l’ophtalmologie. En tête de ligne des pays proposant des actes de chirurgie plastique, viennent le Brésil, la Bolivie et le Costa Rica [réf. nécessaire]. Viennent ensuite les pays du Maghreb : Tunisie, Maroc.
En Europe, d’autres pays se sont spécialisés dans la chirurgie dentaire tels que la Hongrie, la Roumanie (opticiens + chirurgie dentaire) ou encore l'Espagne, l'Italie et la République tchèque[réf. nécessaire].
D'autres pays européens ont développé notamment à cause de restrictions juridiques de leurs voisins des spécialisations dans l'avortement c'est notamment le cas du Royaume-Uni, vis-à-vis de l'Irlande, mais aussi de l'Espagne ou des Pays-Bas. La France, bien que peu touchée par le tourisme médical, accueille notamment des patients anglais qui ont des temps d'attente longs. Le tourisme médical a représenté un chiffre d'affaires de 268 millions d'euros en France en 2009.
Le choix des destinations est fortement influencé par la langue parlée dans le pays d'accueil. Ainsi un patient français souhaitant réaliser certains soins s'orientera plus vers les pays francophones comme la Tunisie et le Maroc, tandis qu'un anglophone se tournera vers l'Afrique du Sud ou l'Inde. Cependant, de nombreuses cliniques, hôpitaux, polycliniques et cabinets dentaires prennent soin de proposer leurs services médicaux dans la langue d'origine du patient. Dans la même logique et dans une logique de proximité, dans les années 2000, 80 % des étrangers ayant reçu leur soin en Tunisie provenaient de Libye.
La Thaïlande et l’Inde se sont spécialisés dans les greffes d’organes, des spécialités en cardiologie, et des chirurgies à cœur ouvert, ou encore pour la Thaïlande la chirurgie de l'œil ou la dialyse.

### En France
Cette section ne s'appuie pas, ou pas assez, sur des sources secondaires ou tertiaires indépendantes du sujet. Le texte peut contenir des analyses inexactes ou inédites de sources primaires.
Pour l'améliorer, ajoutez-en, ou placez des modèles {{Source secondaire souhaitée}} ou {{Source secondaire nécessaire}} sur les passages mal sourcés. (mai 2024)
Le coût du tourisme médical, effectué par des patients étrangers non résidents sur le sol français n'est pas imputé sur le budget de la Sécurité Sociale. Il est financé par le patient lui-même ou son assurance santé ou par son employeur ou encore par l'État d'origine. Les patients étrangers non résidents en France peuvent être pris en charge par les hôpitaux publics ou privés s'ils payent à l'avance tout ou partie du devis estimant le cout de leur intervention.
Le financement du devis dépend de la situation du patient au regard de la législation française :
- soit il est ressortissant d'un pays de l'Union européenne ou de l'Espace économique européen ou de la Suisse. Dans ce cas, il doit demander à son assurance maladie d'origine un accord de prise en charge financière sous la forme d'un formulaire E112. L'assurance santé a un droit de regard et peut ne pas délivrer cet accord, surtout s'il s'agit de soins qui peuvent être délivrés dans le pays d'origine. En cas d'accord, le patient doit régler le « reste à charge » , c'est-à-dire la différence entre le montant du remboursement par l'assurance santé et le devis.
- si le patient n'est pas ressortissant d'un pays de l'Union européenne ou de l'Espace économique européen ou de la Suisse, il doit : 
  - régler en totalité le devis avant de se rendre en France auprès de l'hôpital ou l'intermédiaire qui l'accueille.
  - justifier d'un visa pour soins qu'il peut demander au consulat de France de son pays d'origine.

Les soins en France ne sont pas « gratuits ». Les résidents français, lorsqu'ils travaillent, obtiennent des droits à l'Assurance maladie en France auprès de leur Caisse primaire d'assurance maladie (sont alors ouverts des droits au Régime général de la Sécurité Sociale ou à d'autres régimes particuliers ou à la Couverture maladie universelle). Les Français non résidents peuvent aussi s'assurer volontairement à l'Assurance maladie en France au travers de la Caisse des Français de l'étranger.
En mai 2023, Gabriel Attal, alors ministre de l’Action et des Comptes publics, annonce vouloir lutter contre le « tourisme médical ». Cette mesure passe selon lui par « une fusion de la carte Vitale et de la carte d’identité dans une seule et même carte sécurisée, comme c’est le cas en Belgique, au Portugal, en Suède ».

### Le rôle croissant de la Turquie dans le tourisme médical
Depuis les années 2010, la Turquie est devenue une destination majeure pour le tourisme médical dentaire et implant capillaire en raison de ses tarifs compétitifs et de la qualité de ses infrastructures médicales. Le coût d’un implant dentaire y est souvent inférieur à celui pratiqué en Europe occidentale, en partie grâce à un coût de la vie plus bas et à des avantages fiscaux. Certaines cliniques en Turquie proposent des implants de marques reconnues et un suivi post-opératoire, parfois en collaboration avec des dentistes en Europe.
Les patients choisissent souvent la Turquie pour bénéficier de soins rapides et d’une prise en charge logistique incluant hébergement et transport. Un nombre croissant de patients européens se rendent en Turquie pour leurs soins dentaires, attirés par l’opportunité de bénéficier de tarifs avantageux par rapport à ceux pratiqués dans certains pays d’Europe.

### En Tunisie
Sur le continent africain, la Tunisie occupe le 2e rang dans le domaine du tourisme de santé derrière l’Afrique du Sud. Elle est aussi classée 2e destination mondiale en thalassothérapie après la France.

### À Cuba
En 1987, Hilda Molina fonde le centre de neurochirurgie à La Havane . En 1991, son centre devient le plus importants de Cuba. La même année, Hilda Molina indique recevoir les directives du ministre de la Santé de l'époque, Julio Teja Perez , pour accueillir et soigner les étrangers payant en dollars américains. Pour Hilda Molina :« L'une des plus grandes trahisons du peuple est la discrimination alors naissante des patients cubains par rapport aux étrangers, puisque les meilleurs centres de santé étaient destinés aux patients d'autres nationalités ». Auparavant, le centre ne traitait que des patients cubains.

### Les patients français à l'étranger
Si le tourisme médical semble être un marché prospère qui semble épargner les patients français, il n'en est rien. De nombreux patients français commencent à avoir recours au tourisme médical pour des actes mal remboursés ou pas remboursés par la sécurité sociale. L'esthétique et le dentaire sont en tête. Les pays en tête sont : la Tunisie pour la chirurgie esthétique, la Roumanie et la Hongrie pour les soins dentaires. Malgré le processus de sécurité qui commence à se mettre en place, il faut faire attention aux risques inhérents à certaines destinations. Certains acteurs comme l'ADMFTM (association de développement de la médecine française et du tourisme médical) recommande la plus grande prudence quant aux séjours médicaux à l'étranger et renseignent les patients désireux d'y avoir recours pour trouver des destinations sûres.
Le tourisme médical semble être déjà appliqué par un grand nombre d'expatriés, qui ont recours aux soins dans leur pays de résidence.